# The Official Lebanese Top 20
The Official Lebanese Top 20 é uma parada musical oficial do Líbano. As pesquisas são feitas com base em 5 mídias de radiodifusão, revistas e jornais do país. As paradas são em inglês e árabe.